# Lontar

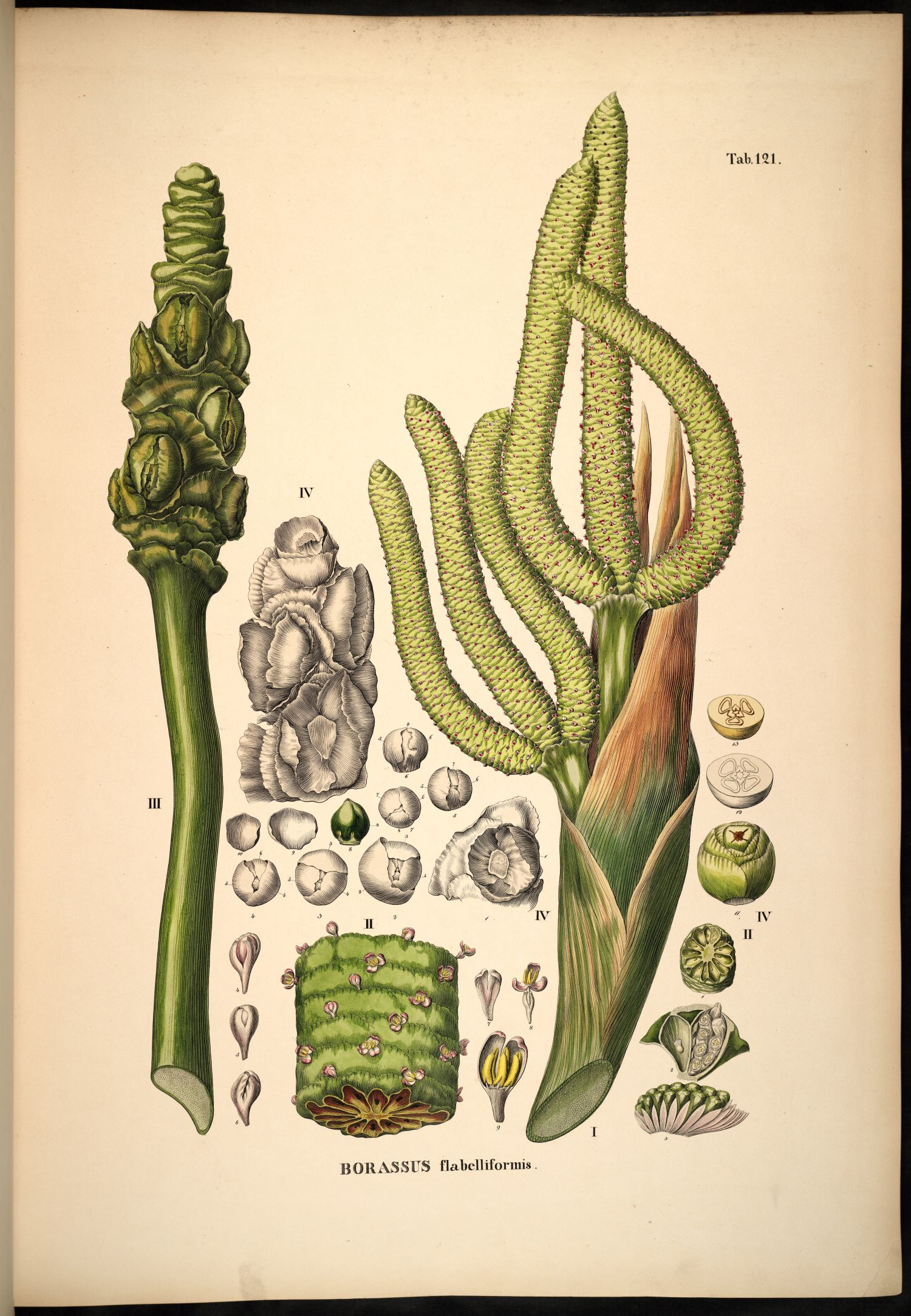
Nákres květenství lontaru vějířovitého

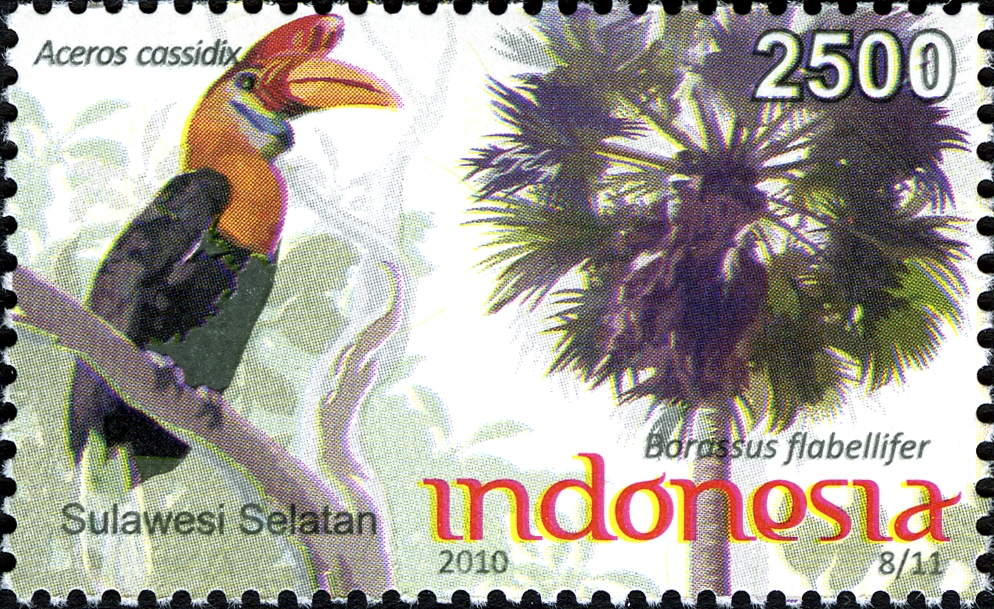
Lontar vějířovitý na indonéské známce

Lontar (Borassus) je nevelký rod palem, zahrnující 5 druhů. Je rozšířen v subsaharské Africe, Madagaskaru, tropické Asii a Nové Guineji. Lontary jsou mohutné, dvoudomé palmy s velkými dlanitozpeřenými listy. Samčí a samičí květenství jsou výrazně odlišná. Plody jsou velké peckovice obsahující po 3 pecičkách.
Lontary mají velmi všestranné využití a náležejí mezi hospodářsky nejvýznamnější palmy. Hospodářské využití má zejména asijský lontar vějířovitý a africký druh Borassus aethiopum. Tyto palmy slouží zejména jako zdroj odolného dřeva, jako potrava, ke krytí střech, výrobě cukru a alkoholických nápojů a podobně.

## Popis
Lontary jsou mohutné, otrněné, dvoudomé palmy dorůstající výšky od 15 do 25 metrů. Kmen je přímý, masivní, v horní části a na bázi někdy ztlustlý, s příčnými listovými jizvami. Na bázi kmene bývá val kořenů.
Listy jsou zřetelně dlanitozpeřené (v principu dlanité ale s vyvinutým krátkým středním žebrem), induplikátní. Listové pochvy jsou zprvu otevřené, později na bázi řapíku s trojúhelníkovitou trhlinou. Čepele listů jsou tuhé, asi do poloviny členěné v jednoduše přeložené, na konci krátce dvojklané segmenty. Řapík je na bázi hluboce žlábkatý, u konce zaoblený, na povrchu hladký nebo jemně drsný, na okraji s roztroušenými nepravidelnými zuby. Na líci listu je v místě nasedání čepele na řapík zřetelný výrůstek (hastula).
Květenství jsou krátce stopkatá, vyrůstají mezi listy v koruně a svojí délkou je nepřesahují. Samčí a samičí květenství jsou výrazně odlišná.
Samčí květenství jsou větvená do 2. řádu. Koncové větve květenství jsou velké a prodloužené, jehnědovité, nesoucí spirálně uspořádané a střechovitě se kryjící listeny. Samčí květy jsou nahloučené až po 30 do zahnutých vijanů, podepřené dlouhým listencem, kalich je na bázi srostlý, koruna je srostlá a zakončená 3 krátkými, zaoblenými laloky. Tyčinek je 6, s krátkými trojúhelníkovitými nitkami.
Samičí květenství jsou nevětvená nebo pouze jednoduše větvená. Větve květenství jsou masivní, s velkými číškovitými listeny. Samičí květy jsou velké, jednotlivé, s 2 postranními, číškovitými, kožovitými listenci. Kalich je složen ze 3 volných, tlustých, zaoblených lístků, korunní lístky jsou podobné kališním. Gyneceum je složené ze 3 plodolistů, čnělka je polokulovitá. V každém plodolistu je jedno vajíčko. V gyneceu je přítomno středové, septální nektárium. V květech jsou přítomny zbytky opačného pohlaví.
Plody jsou velké, kulovité peckovice, podepřené vytrvalým okvětím, na vrcholu se zbytky čnělky. Semena jsou mělce až hluboce dvoulaločná, na povrchu hladká, dužnina (mezokarp) je tlustá a vláknitá, endokarp obsahuje 3 tvrdé pecičky. Endosperm je homogenní a má velkou centrální dutinu.

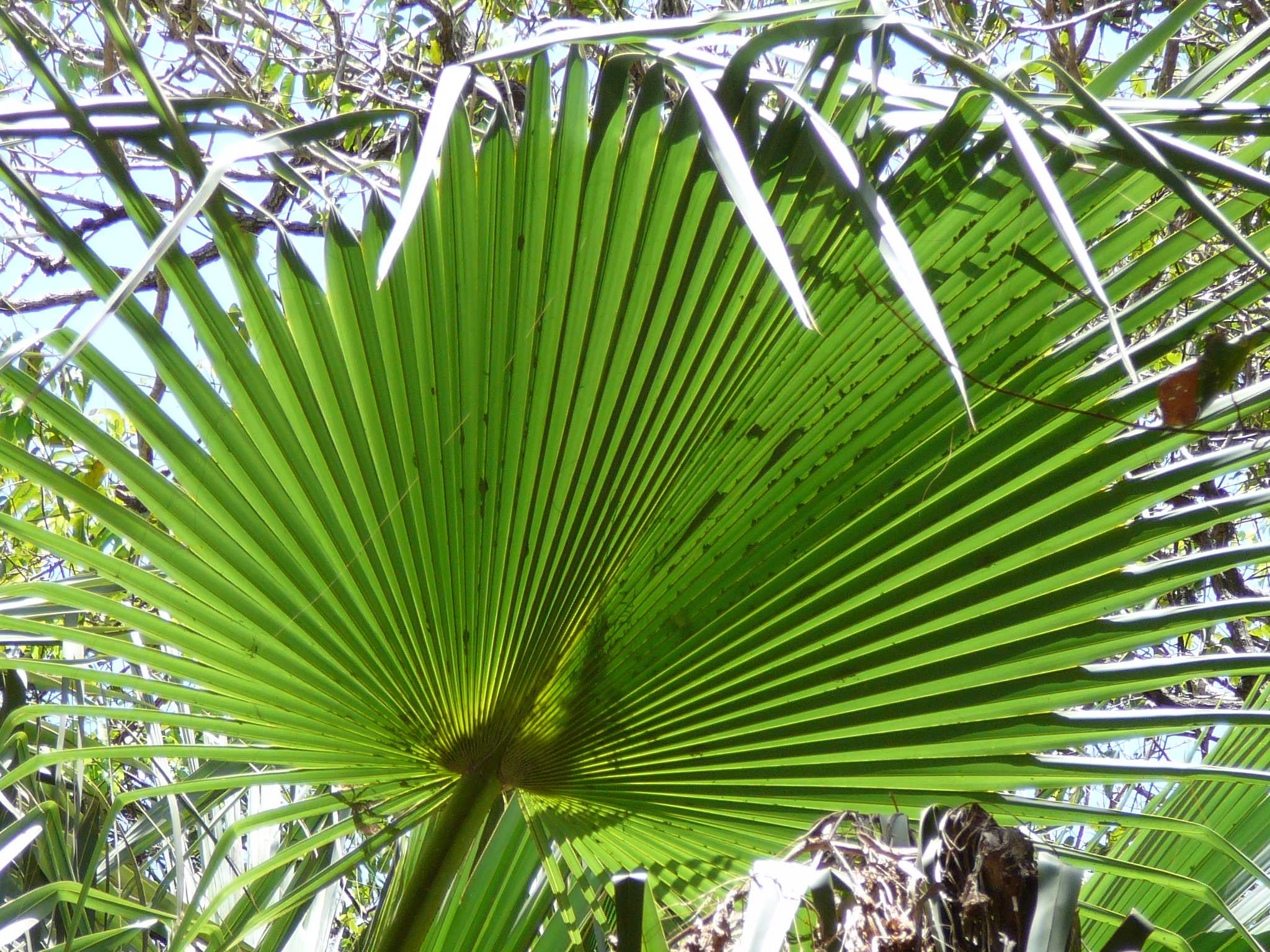
Dlanitozpeřený list Borassus aethiopum
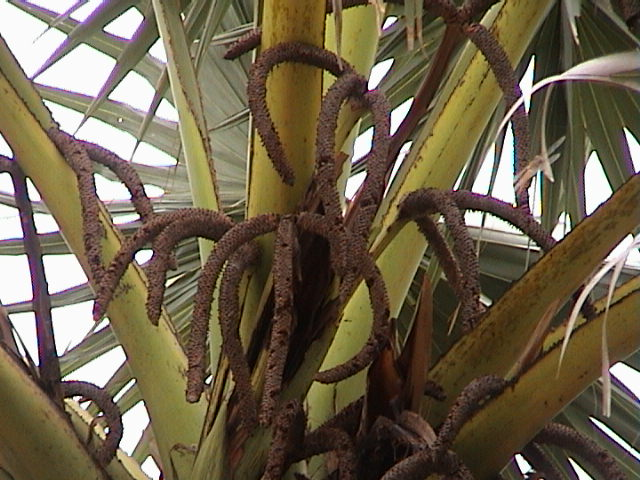
Květenství lontaru vějířovitého
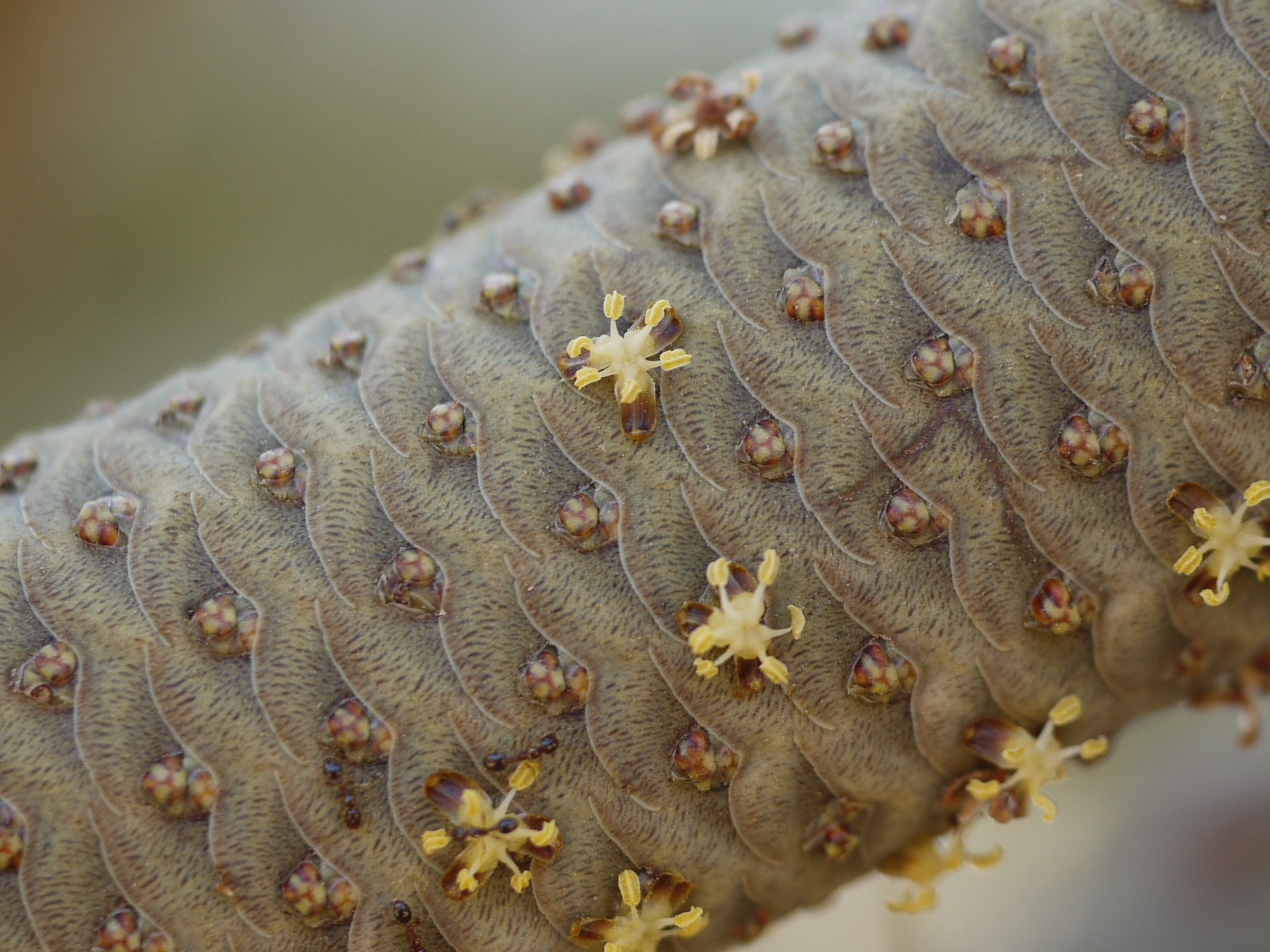
Detail samčího květenství lontaru vějířovitého
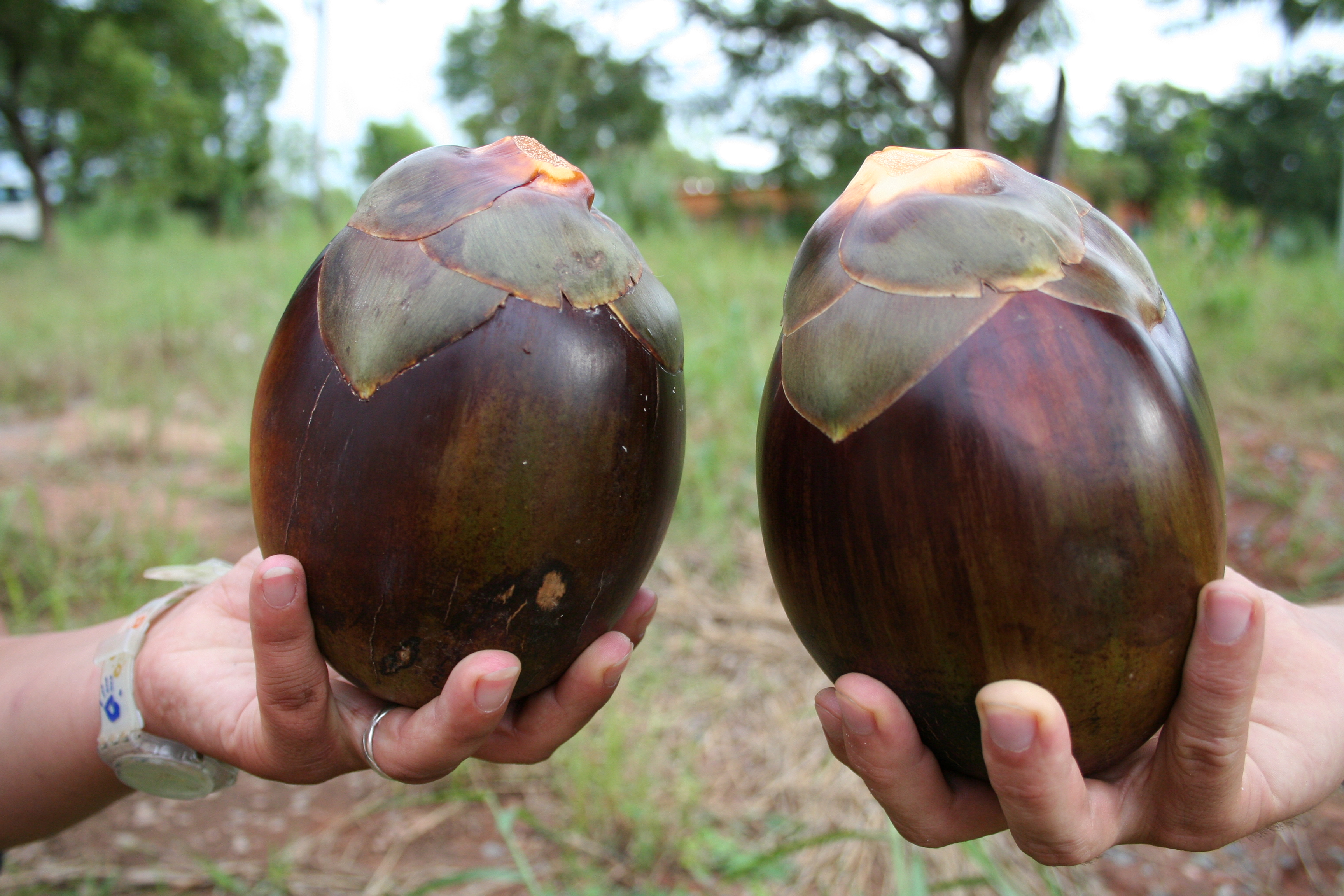
Plody B. akeassii

## Rozšíření
Rod lontar zahrnuje 5 druhů. Je rozšířen v Africe, Madagaskaru, tropické Asii a Nové Guineji. Za oblast původního rozšíření lontaru vějířovitého (Borassus flabellifer) je považována Indie, Indočína a Malé Sundy, vlivem lidské činnosti a hojného pěstování se ale druhotně vyskytuje i v jiných částech tropů, zejména v jižní Číně, Thajsku, Malajském poloostrově a Mauritánii. Přesné vymezení oblasti původu není vzhledem k dlouhé historii pěstování možné.
Největší přirozený areál má africký druh Borassus aethiopum, který se vyskytuje na většině subsaharské Afriky (s výjimkou její jihozápadní části) a na severozápadě Madagaskaru. V suché západní části Madagaskaru roste také endemický druh B. madagascariensis. V západní a střední tropické Africe dále roste druh B. akeassii. Druh B. heineanus je endemit Nové Guineje a je svým výskytem omezen na severní část tohoto ostrova.
Lontary rostou zejména na savanách a v poříčních lesích v nižších nadmořských výškách, řidčeji i v tropických deštných lesích (novoguinejský druh B. heineanus) nebo v horských oblastech. Druh B. aethiopum tvoří v Africe lesní porosty nebo roste roztroušeně v savanách.

## Ekologické interakce
Květy lontarů jsou opylovány hmyzem, zejména včelami. Plody rozšiřuje široké spektrum živočichů, zahrnující i slony, netopýry, lvy a opice.
Na listech lontaru vějířovitého se v Asii živí (mimo jiných rostlin) půvabné housenky můry Parasa lepida a četné druhy červců.

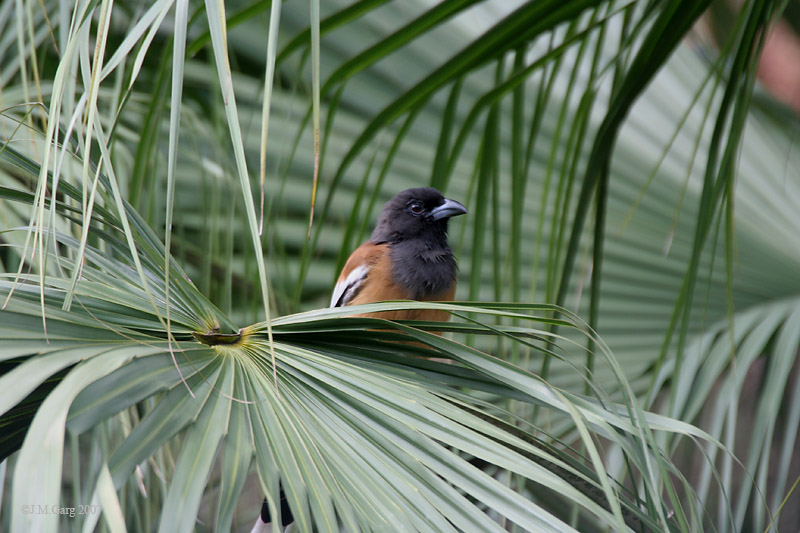
Straka toulavá (Dendrocitta vagabunda) v koruně lontaru
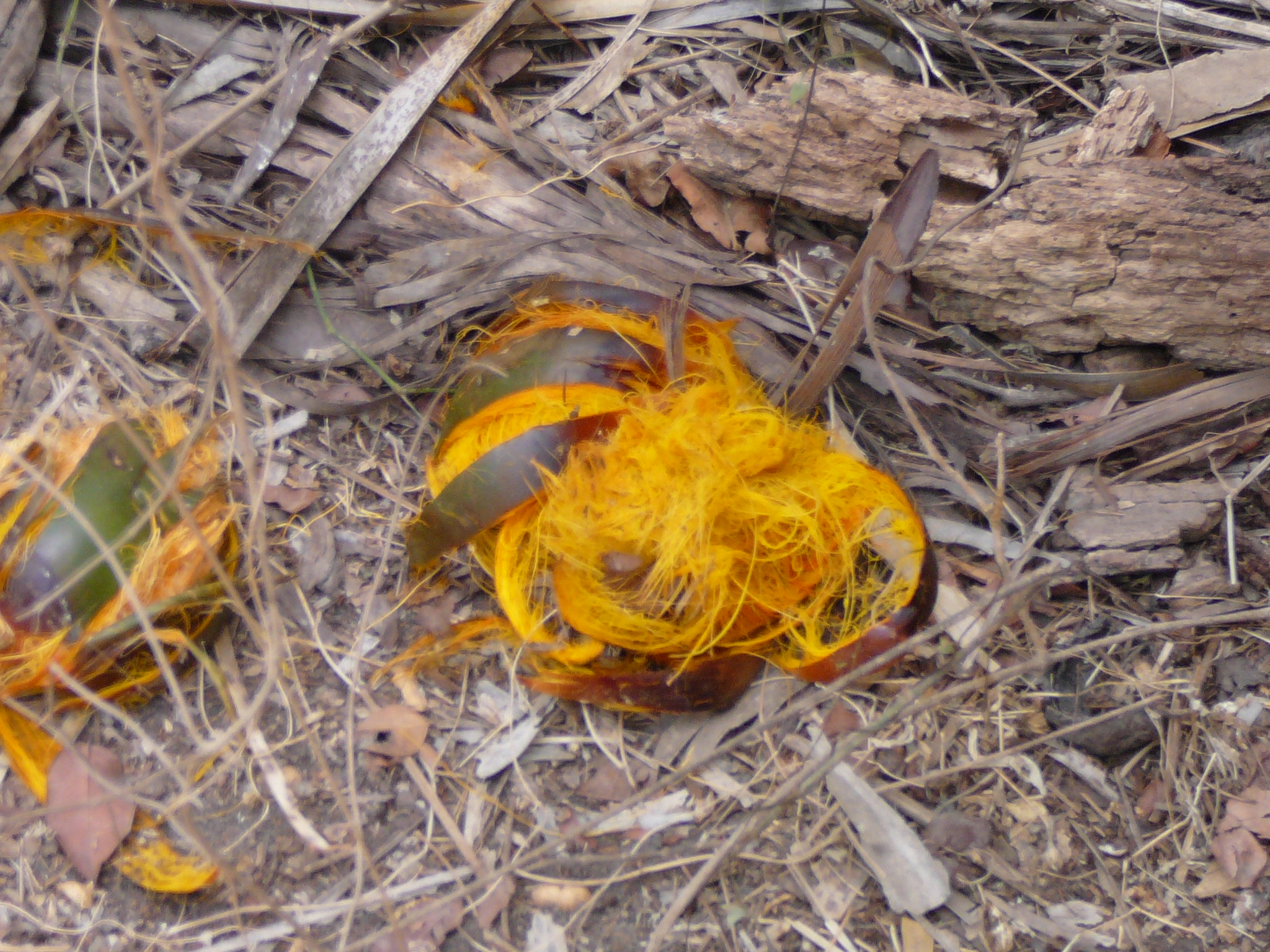
Narušený plod B. aethiopum
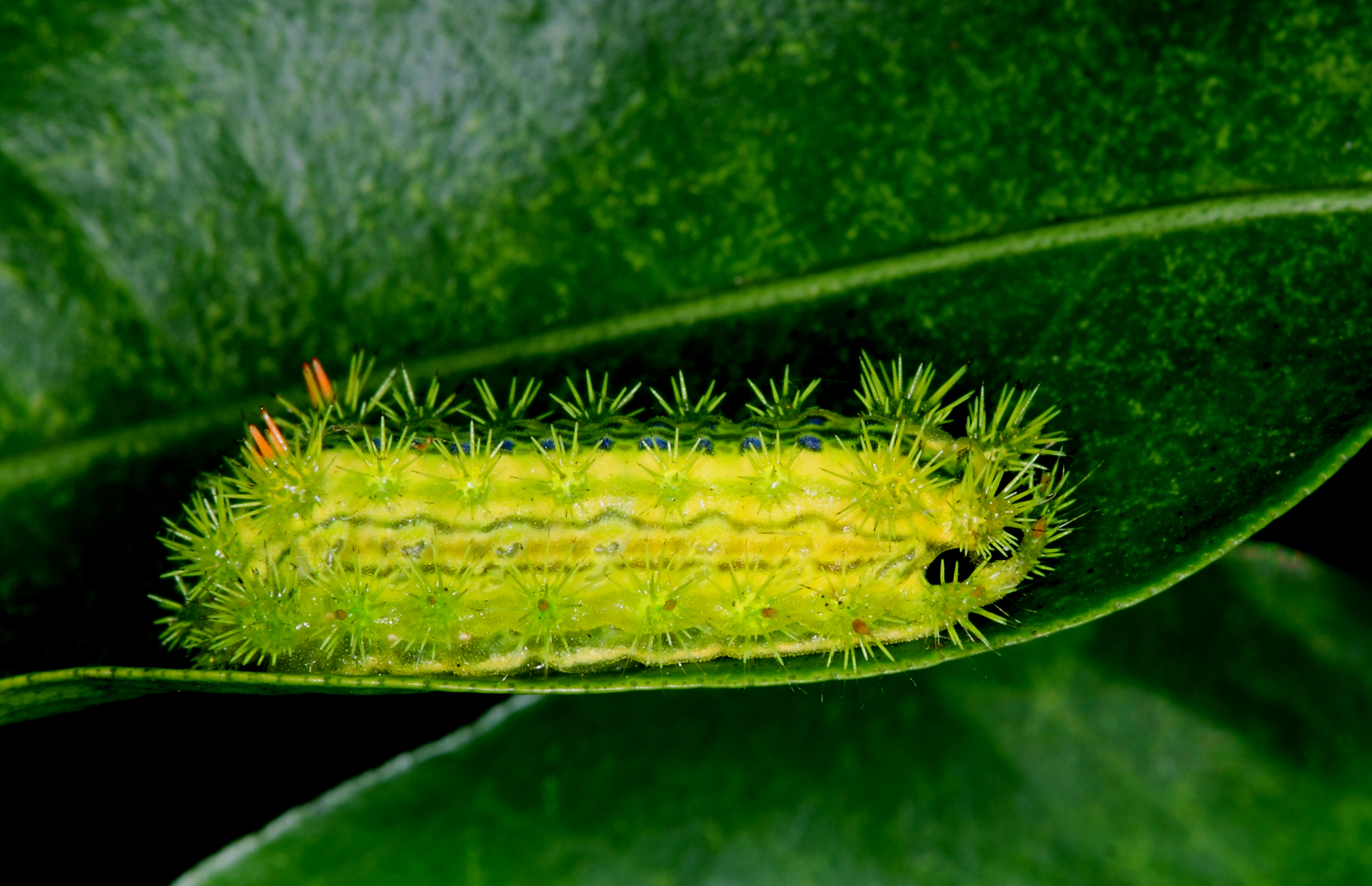
Housenka můry Parasa lepida

## Taxonomie
Rod Borassus je v taxonomii palem řazen do podčeledi Coryphoideae, tribu Borasseae a subtribu Lataniinae. Sesterským rodem je podle výsledků molekulárních studií rod Borassodendron, rozšířený v tropické jihovýchodní Asii a Indočíně. Další příbuzné rody jsou Latania z Maskarénských ostrovů a monotypický rod Lodoicea ze Seychel.

## Zástupci
- lontar vějířovitý (Borassus flabellifer)

## Význam
Lontar vějířovitý je palma s velmi všestranným významem a prakticky všechny jeho části se využívají. Je hojně pěstován zejména v sušších oblastech tropické Asie (ve vlhkých tropech se mu nedaří) a je znám pod názvem palmyra. Dřevo je odolné vůči termitům a slouží zejména ke stavbě domů, ohrad a k výrobě kánoí. Listy se používají jako střešní krytina, k výrobě nádob na potraviny ap. Z řapíků se získává pevné, tvrdé a drsné vlákno, z něhož se vyrábějí např. košťata, kartáče, štětky a hrubé tkaniny. Lístky lontaru sloužily historicky podobně jako listy talipotu (Corypha umbraculifera) jako papír k zaznamenávání textů. Psalo se na ně horkým kovovým hrotem a listy se poté svázaly. Historie tohoto využití je dokonce starší než u egyptského papyru.
Gelovitý endosperm nezralých plodů je jedlý. Růstový vrchol poskytuje zeleninu známou jako palmové zelí. Z nařízlého květenství se získává sladká šťáva, která se buď zahušťuje a vyrábějí se z ní sirupy či cukr a nebo je kvašena na alkoholický nápoj, známý pod názvem arrack. Palma za život může vyprodukovat až 120000 litrů této šťávy. V Indii je šťáva podávána jako tonikum zejména astmatikům a anemickým pacientům. Kořeny, šťáva i plody mají poměrně široké využití v místní medicíně.
Podobný význam jako lontar vějířovitý v Asii má i druh B. aethiopum v tropické Africe. Listy jsou používány ke tkaní a výrobě střech. Růstový vrchol se nařezává a získává se sladká šťáva, která se zkvašuje na víno. První ještě nerozvinuté listy semenáčků se používají jako zelenina. Semena jsou jedlá a připomínají kokos. Endosperm nezralých plodů je rovněž jedlý. Podobné využití má i B. akeassii.
Druh B. madagascariensis je v některých městech na severozápadě Madagaskaru hojně pěstován v zahradách i jako pouliční dřevina.
Semena lontarů působí jako afrodisiakum, kořeny mají antibakteriální účinky a místně se používají zejména při kašli, astmatu a zánětech průdušek.

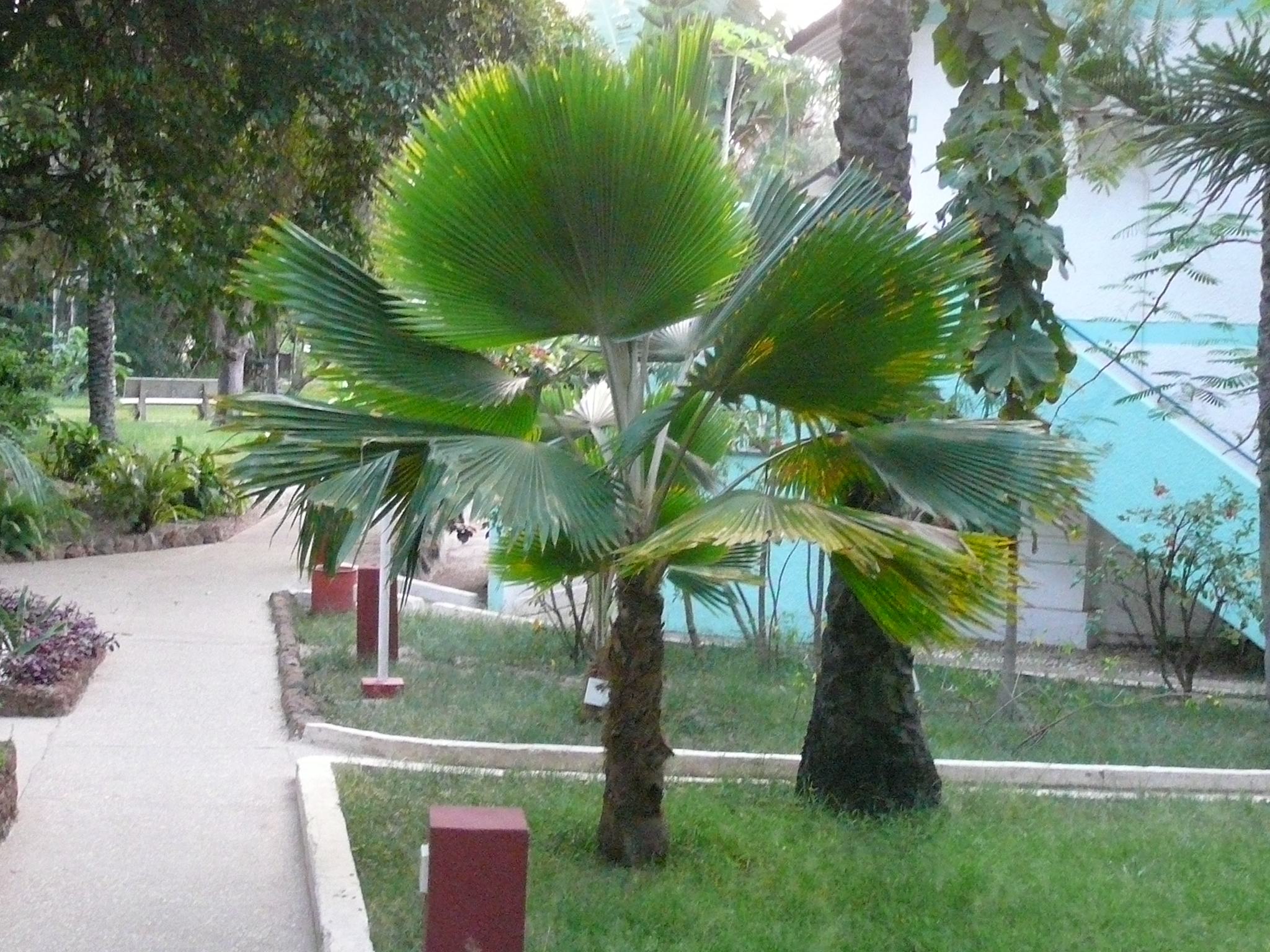
B. aethiopum jako okrasná palma v Gambii
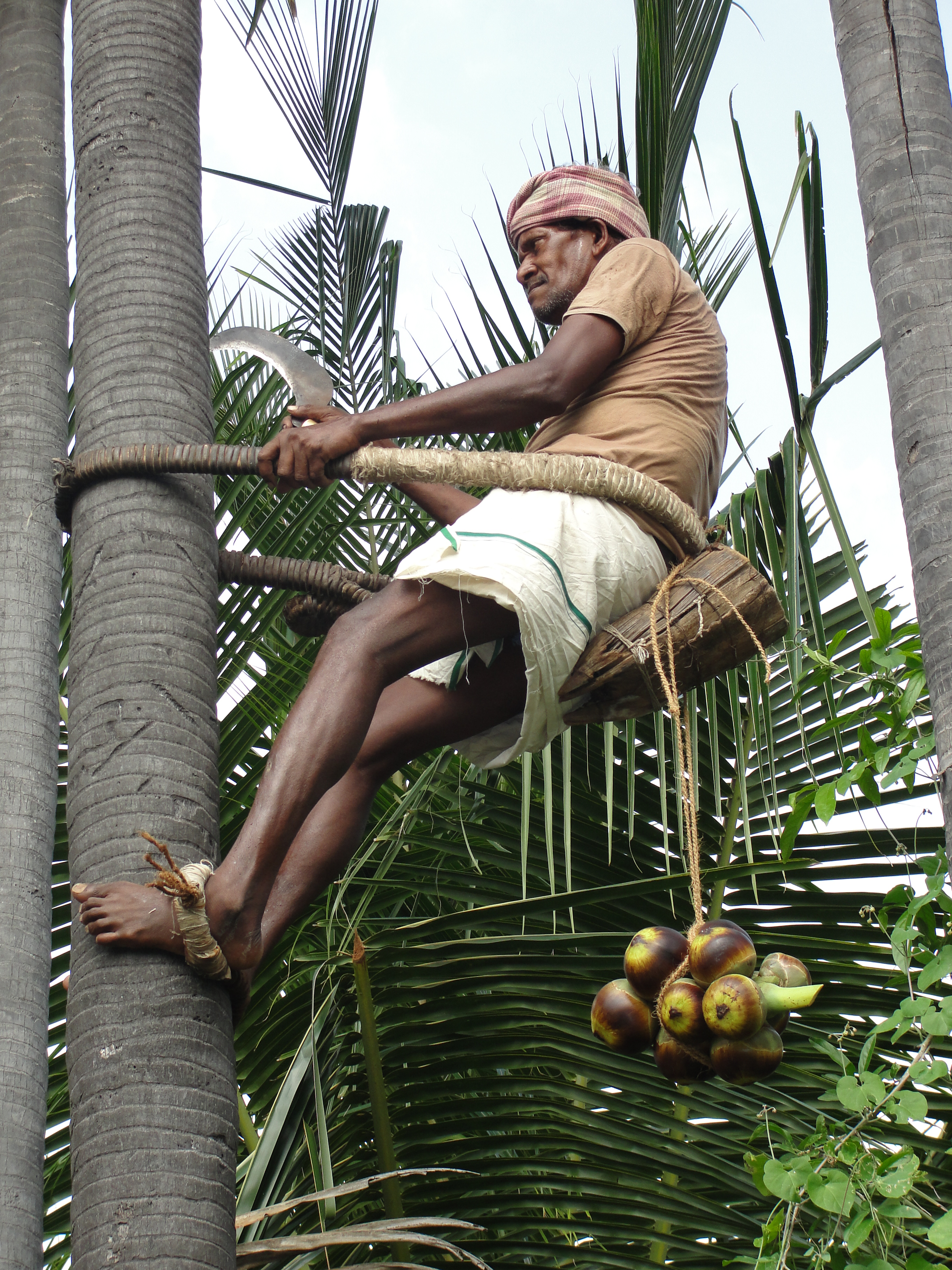
Sklizeň plodů lontaru vějířovitého
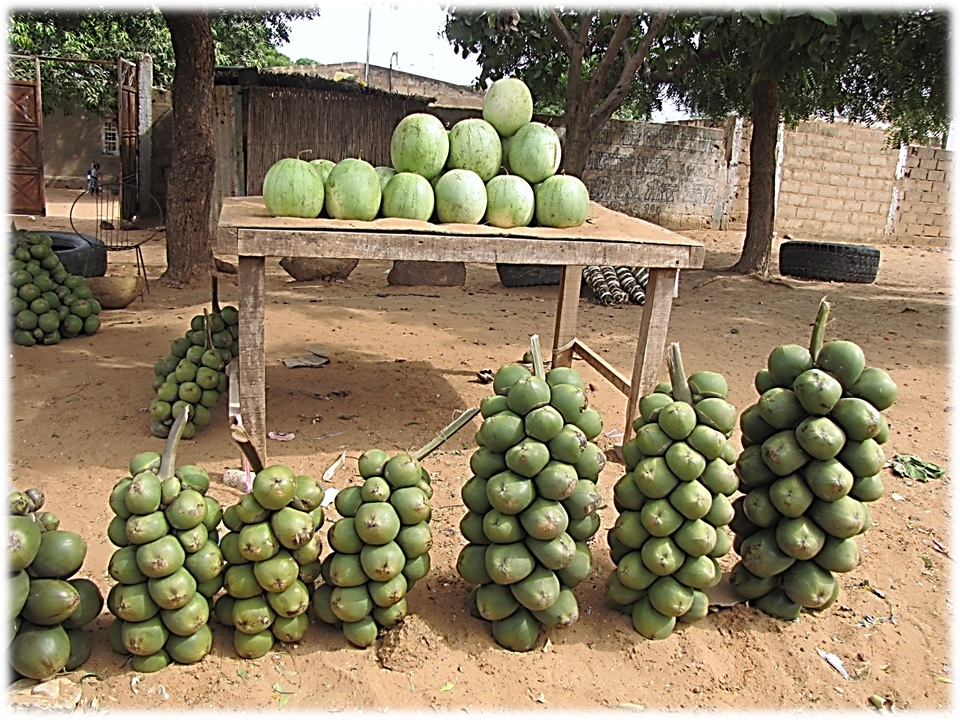
Plodenství B. aethiopum na trhu v Senegalu
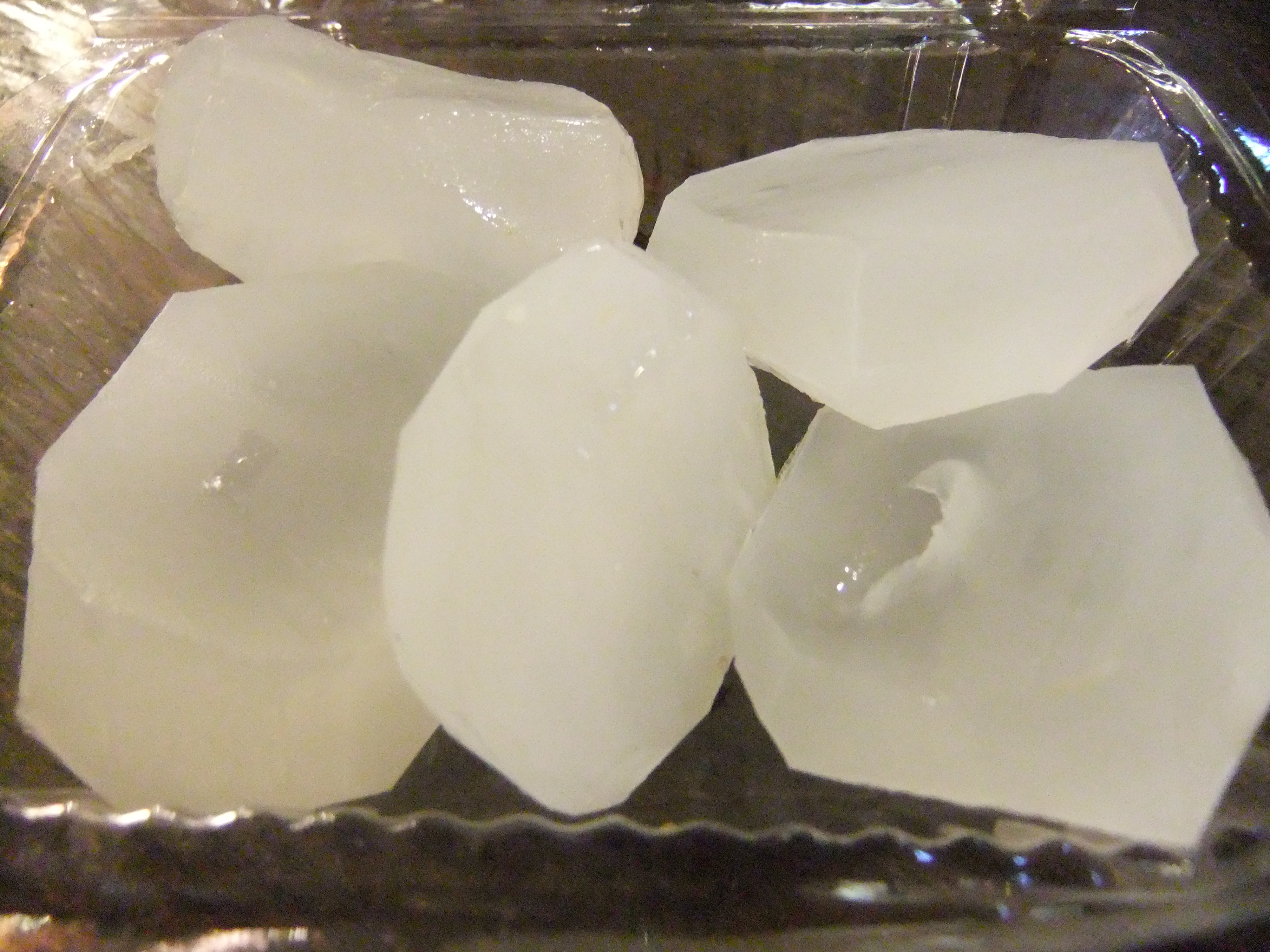
Gelovitý endosperm z nezralých plodů lontaru vějířovitého
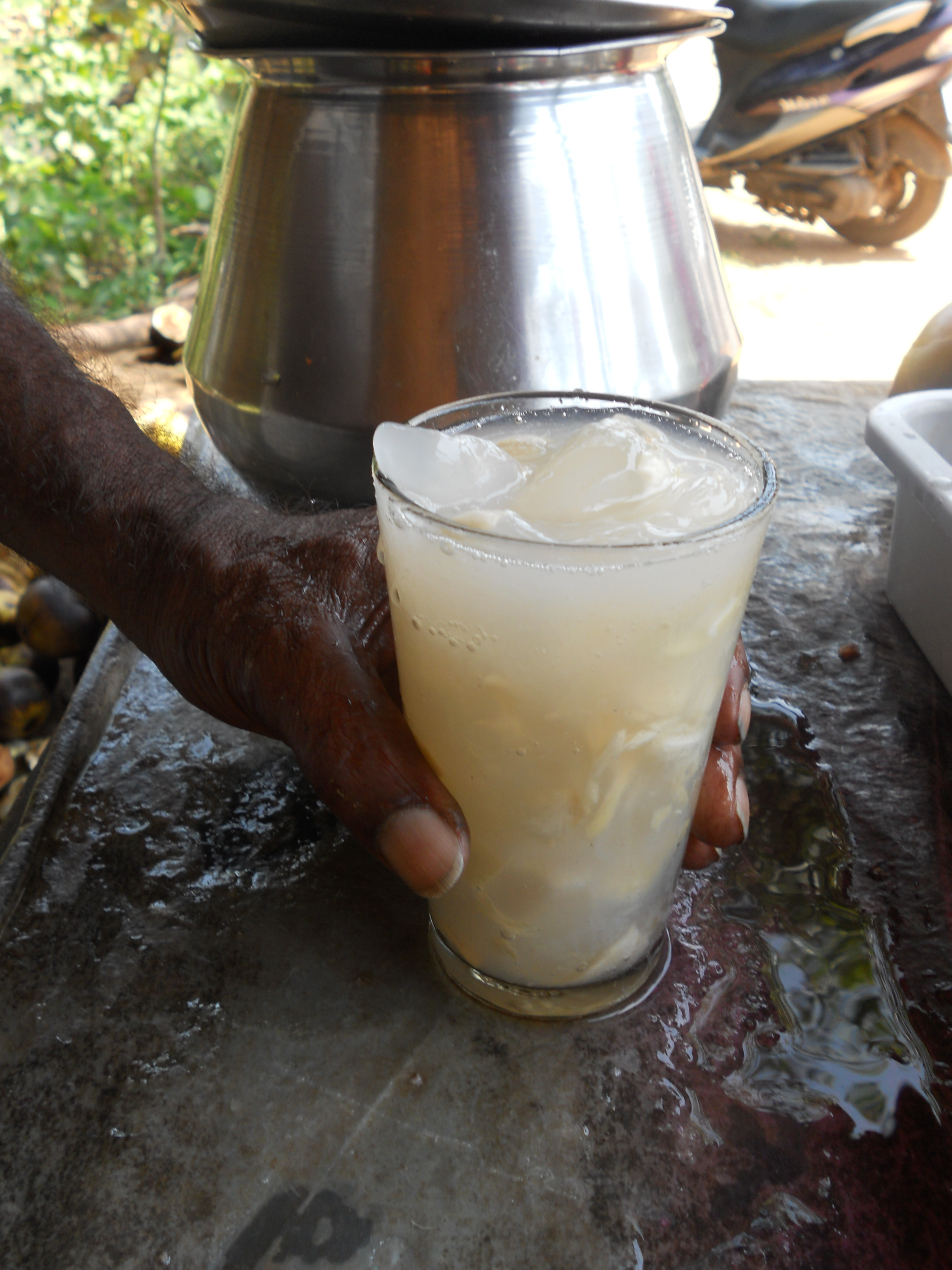
Nápoj z endospermu
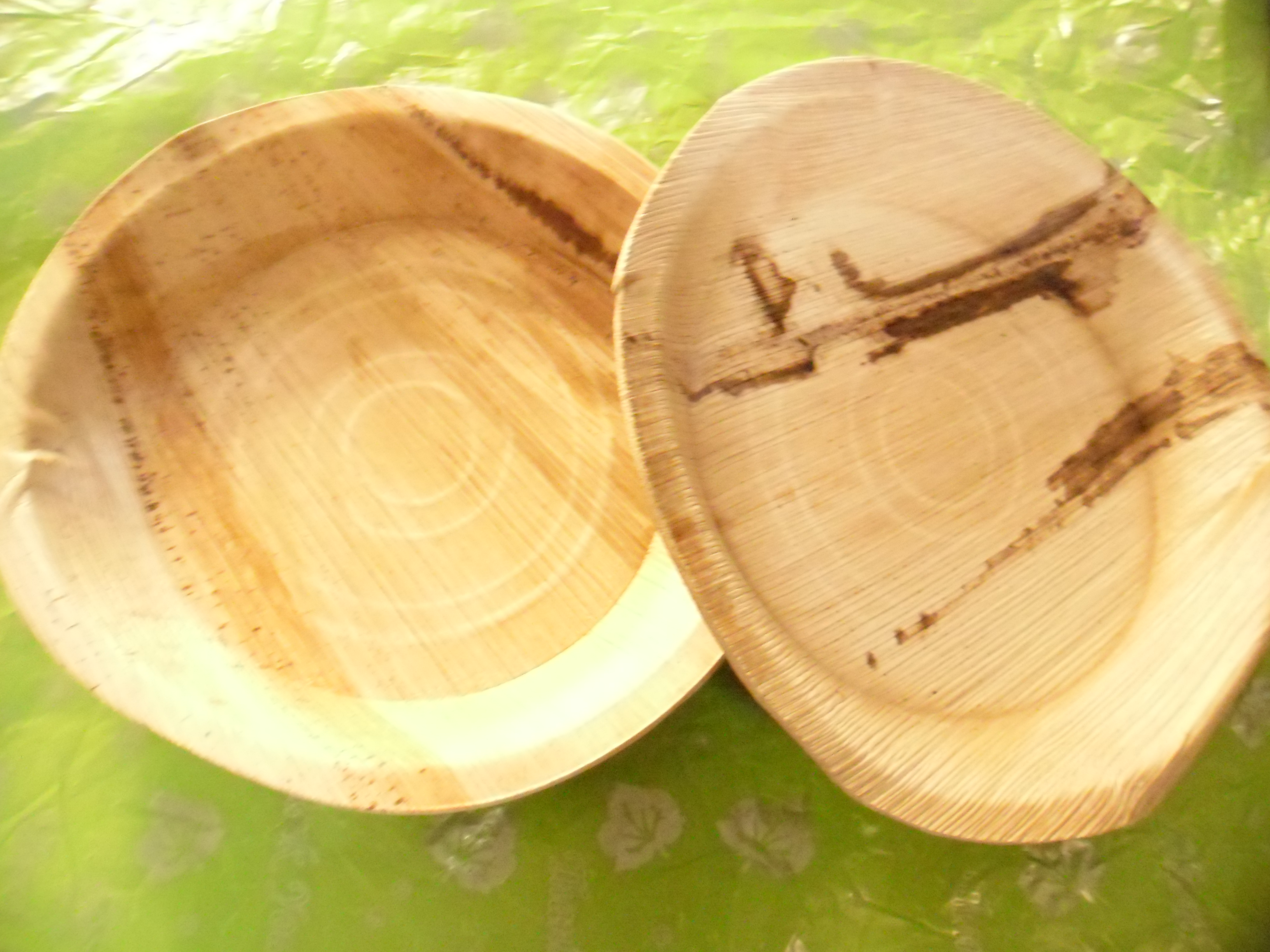
Talíře vyrobené z lisovaných listů lontaru vějířovitého
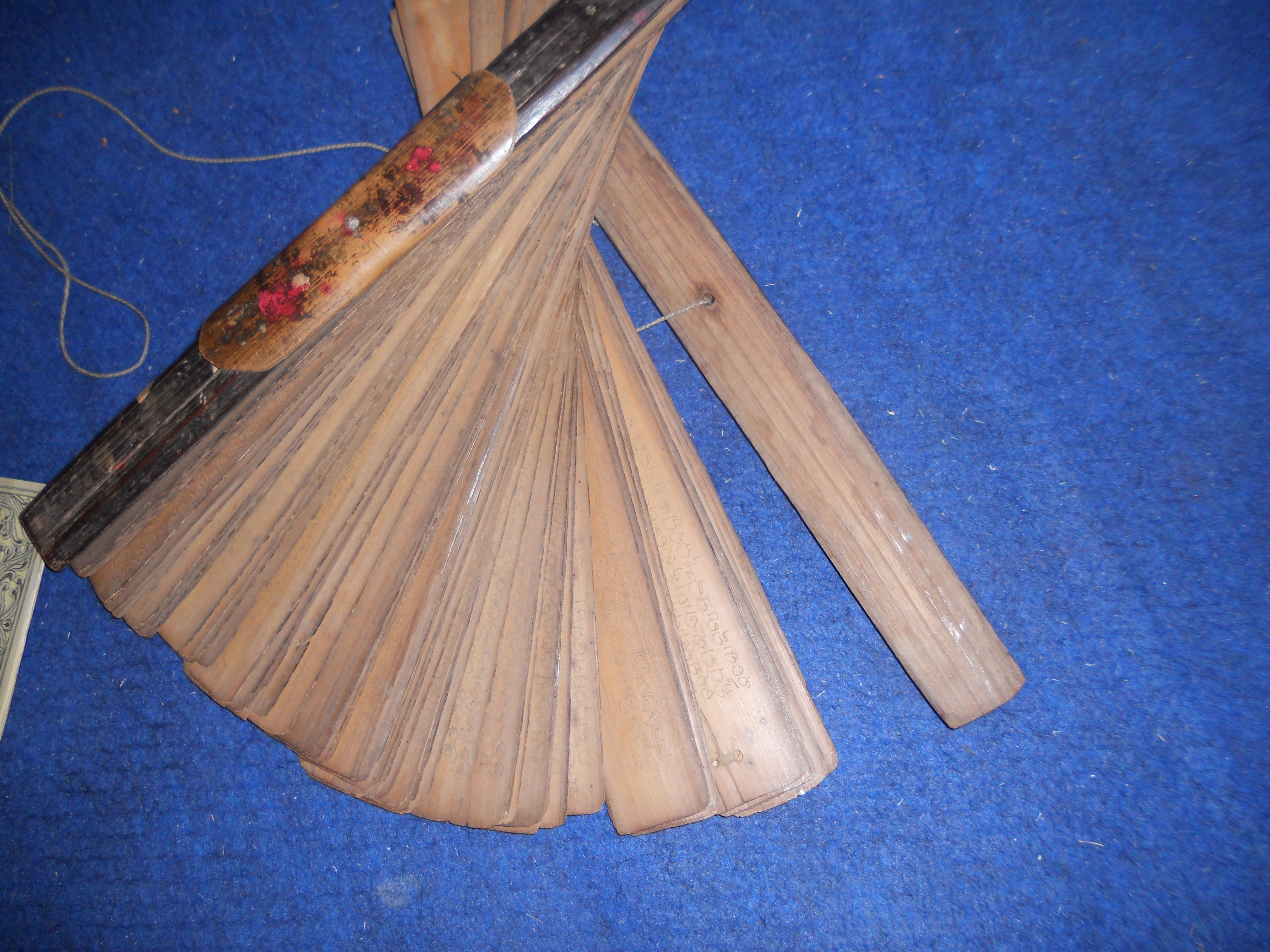
Přibližně 1000 let stará kniha z listů lontaru